# Yogida Sawmynaden
 (mai 2016).
Yogida Sawmynaden est un homme politique mauricien. Il est le ministre de la Jeunesse et des Sports de son pays de décembre 2014 à janvier 2017, puis ministre des Technologies, Innovations et Communications.
Il est mêlé à une affaire de meurtre.